# Onthophagus duvivieri
Onthophagus duvivieri är en skalbaggsart som beskrevs av D'orbigny 1904. Onthophagus duvivieri ingår i släktet Onthophagus och familjen bladhorningar. Inga underarter finns listade i Catalogue of Life.